# Polkovice
Polkovice település Csehországban, Přerovi járásban. Polkovice Oplocany, Uhřičice, Obědkovice, Tvorovice, Lobodice és Klenovice na Hané településekkel határos. Lakosainak száma 502 fő (2024. január 1.).

## Népesség
A település lakosságának változását az alábbi diagram mutatja:
| Lakosok száma | 662  | 638  | 716  | 606  | 531  | 486  | 501  | 503  | 503  | 502  |
|               | 1869 | 1890 | 1921 | 1950 | 1980 | 2001 | 2017 | 2019 | 2022 | 2024 |